# Annie Romein-Verschoor
Anna Helena Margaretha (Annie) Romein-Verschoor (n. 4 februarie 1895, Nijmegen, Gelderland, Țările de Jos – d. 5 februarie 1978, Amsterdam, Țările de Jos) a fost o scriitoare și istorică neerlandeză. Ea a obținut Premiul literar Constantijn Huygens în 1970.

## Biografie
Romein-Verschoor a urmat cursuri de istorie și de limba neerlandeză la Universitatea din Leiden, unde l-a întâlnit pe istoricul și jurnalistul Jan Romein, cu care s-a căsătorit pe 14 august 1920. Împreună cu soțul ei, ea a scris două cărți de popularizare a istoriei Țărilor de Jos, care le-au adus o celebritate națională: De lage landen bij de zee („Țările de Jos de la mare”, 1934), o istorie națională elaborată potrivit principiilor marxiste care a fost citită de un public larg, și Erflaters van onze beschaving („Deschizători ai civilizației noastre”, patru volume, 1938-1940), o colecție de 36 de biografii ale unor neerlandezi celebri (printre care și a unei femei, Betje Wolff). Șaptesprezece din aceste biografii au fost scrise de Romein-Verschoor. Ea s-a alăturat Partidului Comunist în 1920, dar a părăsit definitiv această organizație în 1937.
Teza de doctorat a Annei Romein-Verschoor susținută în 1935 a fost tipărită și publicată în 1936 sub titlul Vrouwenspiegel. Un studiu referitor la literatura feminină neerlandeză începând din anul 1880, lucrarea a fost retipărită în 1977 și bine primită de către mișcarea feministă renăscută din anii 1970.
În timpul celui de-al Doilea Război Mondial, soții Romeins au fost forțați să se ascundă. În epoca Războiului Rece, ei au fost comuniști neafiliați și izolați politic. Romein-Verschoor a rămas întotdeauna credincioasă idealului comunist, dar l-a apărat public pe Boris Pasternak și a denunțat realismul socialist ca o „denaturare constantă a realității pentru a se potrivi teoriei”. Cu toate acestea, ea a fost o scriitoare populară și de mare succes. Autobiografia Omzien în verwondering („Privind înapoi cu mirare”, 1970) a devenit un bestseller.

## Legături externe
- Annie Romein-Verschoor Arhivat în 5 mai 2008, la Wayback Machine. (Biography, with photo), University of Leiden
- Annie Romein-Verschoor at Yad Vashem website